# Franz Kasimir von Kleist
Franz Kasimir von Kleist (* 25. Januar 1736 in Stettin; † 30. März 1808 in Berlin) war ein preußischer General der Infanterie, der 1806 als Gouverneur von Magdeburg vor den französischen Truppen kapitulierte.

## Leben

### Herkunft
Seine Eltern waren der Generalleutnant Franz Ulrich von Kleist und dessen erste Ehefrau Luise Eleonore, eine geborene Gans Edle zu Putlitz. Er war der jüngste Sohn dieser Ehe.

### Militärkarriere
Kleist kam im Alter von 20 Jahren in das Infanterieregiment seines Vaters. Dort avancierte er bis 1760 zum Premierleutnant. Bei der Belagerung von Schweidnitz konnte er sich als Ingenieur auszeichnen, wurde aber verwundet. 1762 wurde Kleist Flügeladjutant des Königs Friedrich II. und 1769 Adjutant bei Kronprinzen Friedrich Wilhelm, mit dem Charakter eines Majors. 1777 wurde er dann in das Infanterieregiment „Jung-Stutterheim“ versetzt. Im Bayerischen Erbfolgekrieg war er bei der Armee des Prinzen Heinrich und kommandierte dort ein Bataillon Freiwilliger. Am 8. September 1780 wurde er zum Oberst und Regimentskommandeur ernannt. Am 1. Juni 1788 wurde er zum Generalmajor befördert und zum Chef des Regiments „von Wunsch“ ernannt. Im Jahre 1800 erhielt er das Regiments „von Kalkstein“, wurde Ritter des Schwarzen Adlerordens und erhielt die Stelle des Gouverneurs von Magdeburg. Im Jahre 1802 wurde er schließlich zum General der Infanterie befördert.

### Fall von Magdeburg 1806
Da an den Festungsanlagen Magdeburgs seit 1740 nicht mehr weitergebaut worden war und seit dem Ende des 18. Jahrhunderts auch keine Instandhaltungsarbeiten mehr erfolgt waren, konnte die Festung der neuen Waffentechnik nicht standhalten. Kleist hielt nach der Kapitulation der letzten größeren Feldarmee bei Prenzlau und den Übergaben der Festungen Stettin, Spandau und Küstrin weiteren Widerstand für zwecklos und übergab am 8. November 1806 die Festung mit ca. 24.000 Mann Besatzung, 600 Geschützen und großen Vorräten dem napoleonischen Marschall Michel Ney. Weil Kleist die Kapitulation nach nur dreiwöchiger Belagerung und trotz seiner Übermacht abgeschlossen hatte, blieb sie bis heute umstritten.
Kleists Verhalten war Gegenstand der Immediatuntersuchungskommission. Diese Kommission trat auf Befehl König Friedrich Wilhelms III. vom 27. November 1807 am 6. Dezember 1807 zusammen und arbeitete bis 1812. Aufgrund der Arbeit der Kommission wurden zahlreiche Offiziere zum Teil unehrenhaft entlassen. In mehreren Fällen wurden auch Kriegsgerichtsverfahren angestrengt, die Urteile lauteten teilweise auf Festungshaft – im Falle des Kommandanten der Festung Küstrin Obersten von Ingersleben und des Generals der Infanterie Kasimir von Kleist auf die Todesstrafe. Oberst von Ingersleben wurde in Abwesenheit verurteilt und starb im Ausland; General von Kleist war bereits vor dem Verfahren verstorben.
Am 16. Januar 1809 verhandelte auf Veranlassung des Königs in Königsberg ein unter Generalfeldmarschall Friedrich Adolf von Kalckreuth zusammengetretenes Kriegsgericht über die Kapitulation von Magdeburg. Es kam zu dem Schluss:
„Der General v. K. wäre, wenn er noch lebte, wegen der übereilten und durchaus pflichtwidrigen Übergabe der wichtigen Festung Magdeburg an die Franzosen zu arquebusieren.“

### Ehe und Nachkommen
Seine Frau war gleichfalls eine Kleist aus dem Hause Zützen: Caroline Luise Eleonore Johanne von Kleist (1747–1780). Sie war die Tochter des Obersten Karl Wilhelm von Kleist (1707–1766) und seiner Ehefrau Eva Luise Eleonore, geborene von Schlomach (1726–1813). Das Paar hatte folgende Kinder:
- Franz Alexander (1769–1797) ⚭ Albertine von Jungk (1774–1854)
- Georg (*/† 1770)
- Friedrich Ludwig Heinrich (1771–1838) ⚭ 10. Juni 1799 Charlotte Marianne Sophie Luise Eleonore von Donop (1777–1855)
- Caroline (* 1767)
- Wilhelmine Luise Caroline Johanna († 1839) ⚭ NN von Waldow